# Удельные Меретяки
Удельные Меретяки — деревня в Тюлячинском районе Татарстана. Входит в состав Шадкинского сельского поселения.

## География
Находится в северо-западной части Татарстана на расстоянии приблизительно 17 км на юг по прямой от районного центра села Тюлячи.

## История
Относилась к населенным пунктам с кряшенским населением. Ныне имеет дачный характер.

## Население
Постоянных жителей не было как в 2002 году, так и в 2010.

## Достопримечательности
Часовенный столб.